# Кмичин
Кмичин, або Кмічин (пол. Kmiczyn) — село в Польщі, у гміні Лащів Томашівського повіту Люблінського воєводства. Населення — 103 особи (2011).

## Історія
1749 року вперше згадується церква в селі.
25 червня 1938 року польська влада в рамках великої акції руйнування українських храмів на Холмщині і Підляшші знищила місцеву православну церкву.
За німецької окупації 1939—1944 років у селі діяла українська школа.
У 1975—1998 роках село належало до Замойського воєводства.

## Населення
Демографічна структура станом на 31 березня 2011 року:
|          | Загалом | Допрацездатний вік | Працездатний вік | Постпрацездатний вік |
| -------- | ------- | ------------------ | ---------------- | -------------------- |
| Чоловіки | 52      | 10                 | 39               | 3                    |
| Жінки    | 51      | 7                  | 28               | 16                   |
| Разом    | 103     | 17                 | 67               | 19                   |

## Уродженці
- Ростислав Панас (нар. 1935) — український ґрунтознавець[6].
- Сергій Хруцький (1887—1954) — український політик і педагог, неодноразово репресований радянською владою.